# Севостьянова, Надежда Петровна
Наде́жда Петро́вна Севостья́нова (2 сентября 1953, Москва) — советская гребчиха, выступала за сборную СССР по академической гребле в середине 1970-х годов. Бронзовая призёрша летних Олимпийских игр в Монреале, многократная чемпионка республиканских и всесоюзных регат. На соревнованиях представляла спортивное общество «Водник», мастер спорта международного класса.

## Биография
Надежда Севостьянова родилась 2 сентября 1953 года в Москве. Активно заниматься академической греблей начала в раннем детстве, состояла в столичном добровольном спортивном обществе «Водник».
В 1975 году выступала на чемпионате Европы в английском Ноттингеме, в зачёте распашных четвёрок с рулевой заняла четвёртое место, немного не дотянув до бронзовой медали.
Первого серьёзного успеха добилась в 1976 году, став чемпионкой СССР в распашных четвёрках с рулевой. Благодаря череде удачных выступлений попала в основной состав советской национальной сборной и удостоилась права защищать честь страны на летних Олимпийских играх в Монреале — в составе распашного четырёхместного экипажа, куда также вошли гребчихи Людмила Крохина, Галина Мишенина, Анна Пасоха и рулевая Лидия Крылова, завоевала медаль бронзового достоинства, уступив в финале лишь командам из ГДР и Болгарии.
За выдающиеся спортивные достижения удостоена почётного звания «Мастер спорта СССР международного класса».